# کربی (اورگن)
کربی (به انگلیسی: Kerby) یک منطقهٔ مسکونی در ایالات متحده آمریکا است که در شهرستان جوزفین، اورگن واقع شده‌است.